# Патриџ (Канзас)
Патриџ (енгл. Partridge) град је у америчкој савезној држави Канзас.

## Демографија
По попису из 2010. године број становника је 248, што је 11 (-4,2%) становника мање него 2000. године.
| Група             | 2000.       | 2010.       |
| Белци             | 220 (84,9%) | 220 (88,7%) |
| Афроамериканци    | 9 (3,5%)    | 0 (0,0%)    |
| Азијати           | 0 (0,0%)    | 0 (0,0%)    |
| Хиспаноамериканци | 7 (2,7%)    | 14 (5,6%)   |
| Укупно            | 259         | 248         |